# Eve of Destiny
Gli Eve of Destiny (Eve of Destiny?) sono una band indie goth/metal giapponese.

## Storia
Gli Eve of Destiny sono un duo composto dagli amici di lunga data e musicisti HARUHIKO ASH e Közi che spesso avevano collaborato nei rispettivi altrui lavori (ad esempio, HARUHIKO compare come "consulente" per l'album memoire). Il nome Eve of Destiny appare per la prima volta nella tracklist di The Black Bible, una compilation del 1998 di musica metal/industrial pubblicata dalla label indie statunitense Cleopatra Records, su cui è presente la canzone Desperado. Dato il riscontro positivo delle riviste del settore, gli Eve of Destiny sono stati invitati a suonare al Wave Gotik Treffen di Lipsia nel 1999, dove si è esibito il solo HARUHIKO con alcuni musicisti di supporto; successivamente HARUHIKO ha continuato a tenere concerti da solo essendo Közi impegnato con il suo gruppo e potendo partecipare solo in due occasioni nelle Filippine.
La combo si è poi ricomposta in maniera stabile dopo la pausa dei MALICE MIZER del 2001, e dall'anno dopo hanno iniziato tour in Nuova Zelanda e Svizzera, girando poi anche vari club e festival in Europa nel 2003; solo nel febbraio del 2004 gli Eve of Destiny suonano per la prima volta anche in patria, ma continuano a rivolgere la loro attenzione al mercato europeo, più ricettivo nei confronti dei generi legati al movimento dark, partecipando a molte compilation ed apparendo su importanti riviste di settore come Astan Magazine. Quando finalmente firmano un contratto discografico con la tedesca Celtic Circle Production, questo si rivela però fallimentare: la label pospone il loro disco di debutto nervous and innocence molteplici volte fino al 2005, ma una gestione pessima della promozione e la cancellazione all'ultimo minuto di tutti gli eventi a cui il duo avrebbe dovuto partecipare hanno limitato la distribuzione del CD rendendolo praticamente introvabile; la successiva scomparsa del sito Internet e di ogni possibilità di comunicazione costringe gli Eve of Destiny alla cancellazione del contratto.
Dopo l'uscita di nervous and innocence gli Eve of Destiny si sono esibiti diverse volte nell'autunno del 2005, ma vari impegni e l'attività solista di Közi hanno nel tempo dilazionato sempre più l'attività fino ad interrompersi nel 2006, con conseguente chiusura del sito Internet. Il gruppo è comunque ancora teoricamente in attività, benché sporadica: nel 2007 sono uscite delle informazioni sugli Eve of Destiny sul sito della label di HARUHIKO, la Evil Boy Productions, ma pochi mesi dopo il sito ha chiuso ed attualmente non ci sono attività in corso.

## Formazione
- HARUHIKO ASH (HARUHIKO ASH?) - voce, sintetizzatore
- Közi (Közi?) - chitarra, sintetizzatore

## Discografia
Le note sono indicate dopo il punto e virgola ";".

### Album
- 2005 - nervous and innocence

1. Nervous and Innocence - 5:34 (HARUHIKO ASH)
2. Garden for a Zealot - 3:58 (Közi)
3. Mother - 5:17 (HARUHIKO ASH)
4. Logos - 4:59 (Közi)
5. Dead or Alive (2002 DEMO) - 4:07 (HARUHIKO ASH)
6. I.NO.RI. (ASTAN MIX) - 3:01 (Közi)

### Compilation
- 13-09-1998 - The Black Bible; compilation di 4 CD, gli Eve of Destiny sono sul terzo

1. Desperado

- 05-2003 - Astan n. 16; compilation allegata alla rivista
- 07-2003 - X. Castle Party

1. Garden for a Zealot

- 07-2003 - OFF:Sound; compilation allegata alla rivista

1. Nervous and Innocence

- 10-2003 - Astan n. 17; compilation allegata alla rivista

1. You Killed Me First

- 11-2003 - Zilloscope n. 1; compilation allegata alla rivista

1. Eve of Destruction

- 25-05-2005 - The Curse Of The Damned; tributo ai The Damned

1. Thanks for the Night[3]

### Collaborazioni
- Razed in Black:
  - 01-07-2003 - Damaged; 2 CD, il remix degli Eve of Destiny è sul secondo
  - I'll Damage You (Eve Of Destiny Mix)